# 謙壽
宗室謙壽（1840年1月7日—1887年1月17日，道光二十年五月二十二日巳時—光緒十三年七月十六日亥時），或名謙受，正紅旗滿洲人，遠支宗室正紅旗第一族毓字輩，三等奉國將軍春安獨子。清朝官員，任官宗人府筆帖式，封爵奉恩將軍。

## 生平
咸豐元年（1851年）四月，授廕生。後授宗人府額外筆帖式。
八年（1858年），胞叔鎮國將軍春益因為無子嗣，呈請將廕生給予謙壽承廕。
十一年（1861年）四月，以當差勤快謹慎，遇缺即補宗人府筆帖式。
同治元年（1862年）四月，父春安去世，降襲奉恩將軍。
光緒十年（1884年）十一月，列名候選正紅旗護軍營副護軍參領。
十一年（1885年）四月，列名候選正紅旗護軍營護軍參領。
十三年（1887年）七月十六日，卒，年四十八歲。

## 家庭及關聯
- 十一世祖父：清太祖（1559年—1629年）。
- 十一世祖母：清太祖元妃佟佳氏（1560年—1592年）。
- 十世祖父：禮烈親王代善（1583年—1648年），清太祖皇次子，功封禮親王，諡烈。
- 十世祖母：葉赫那拉氏，葉赫西城貝勒布寨之女，代善繼福晉。
- 九世祖父：穎毅親王薩哈璘（1604年—1636年），功封貝勒，管理禮部，追封穎親王，諡毅。
- 九世祖母：烏拉那拉氏，烏拉貝勒布占泰之女，薩哈璘嫡福晉。
- 八世祖父：順承恭惠郡王勒克德渾（1629年—1652年），薩哈璘次子，功封順承郡王，管理刑部，諡恭惠。
- 八世祖母：噶爾扎氏，公爵祜里泰之女，勒克德渾側福晉。
- 七世祖父：順承忠郡王諾羅布（1650年—1717年），勒克德渾三子，襲封順承郡王，官至杭州將軍，諡忠。
- 七世祖母：石氏，石達之女，諾羅布側福晉。
- 六世祖父：郡王品級錫保（1688年—1742年），諾羅布四子，封順承親王，官至正黃旗蒙古都統、左宗人、靖邊大將軍，因事革爵。
- 六世祖母：舒舒覺羅氏，三等侯偏圖之女，錫保嫡福晉。
- 五世祖父：順承恪郡王熙良（1705年—1744年），錫保長子，襲封順承郡王，官散秩大臣覺羅學總管，諡恪。
- 五世祖母：納喇氏，侍讀學士色爾登之女，熙良嫡福晉。
- 高祖父：順承恭郡王泰斐英阿（1728年—1756年），熙良長子，襲封順承郡王，官至正黃旗漢軍都統、左宗正，諡恭。
- 高祖母：沙濟富察氏，一等公散秩大臣傅文之女，泰斐英阿嫡福晉。
- 曾祖父：順承慎郡王恒昌（1753年—1778年），泰斐英阿四子，襲封順承郡王，諡慎。
- 曾祖母：馬佳氏，護軍校馬三泰之女，恒昌庶福晉。
- 祖父：順承簡郡王倫柱（1772年—1823年），襲封順承郡王，官宗室總族長、十五善射，諡簡。
- 祖母：曹氏（？年—1853年），曹達善之女，倫柱妾。

### 父母
- 父：春安（1811年—1862年），封三等奉國將軍，官三等侍衛兼佐領。
- 母：完顏氏，慶恩之女，春安嫡妻。

### 妻室
- 嫡妻：金佳氏，四川邛州直隸州知州金旃之女。
- 繼妻：黃佳氏（？年—1877年）。[9]
- 妾：張氏（？年—1894年）。[10]

### 子女
謙壽育有二子。
- 麟祥（1859年—？年），嫡金佳氏所生，閒散。
- 寶昆（1875年—？年），嫡金佳氏所生，廕生。

另有一女，妾張氏所生。